# Shunet El-Zebib

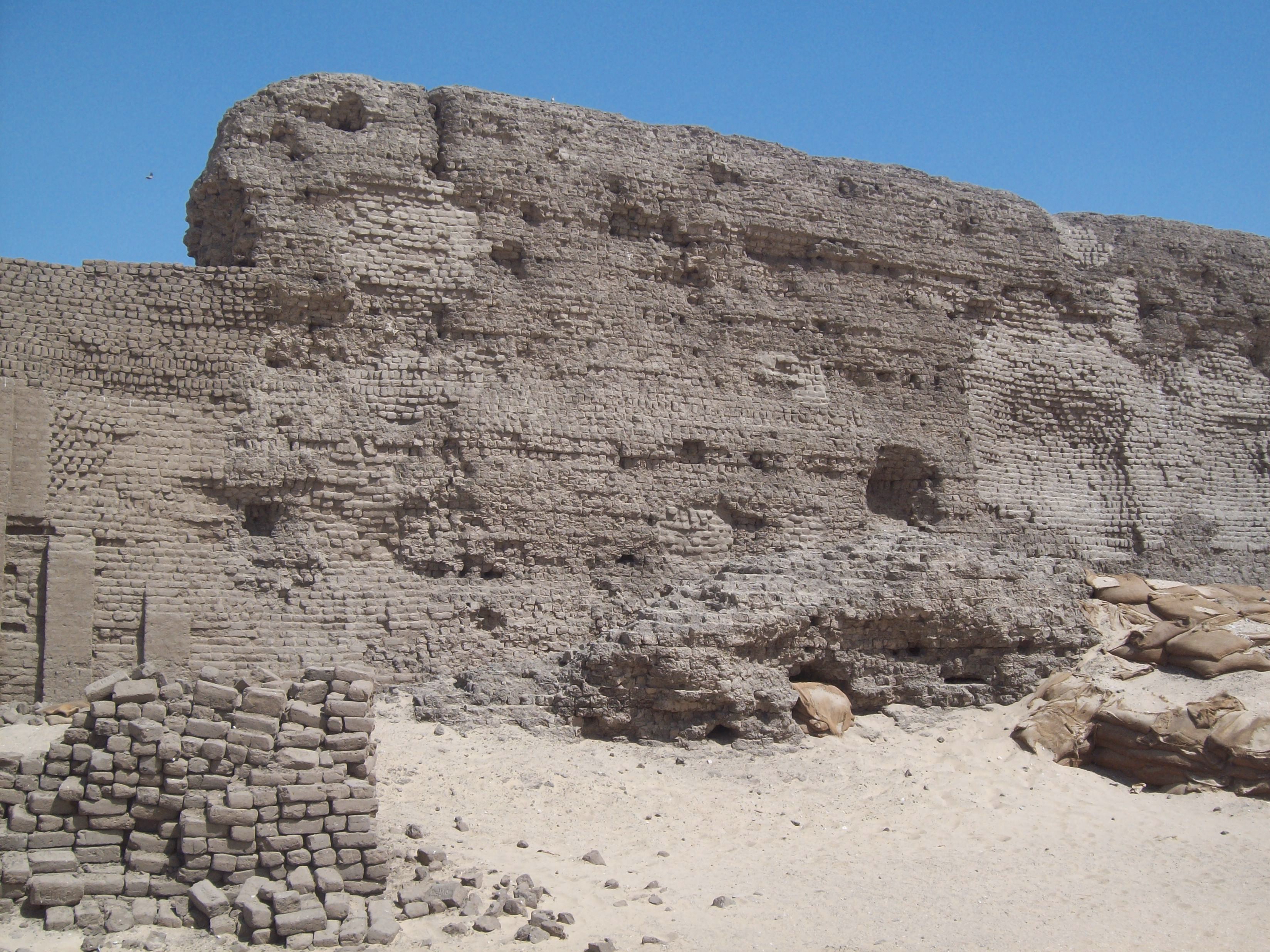
Süd-Mauern des Shunet El Zebib

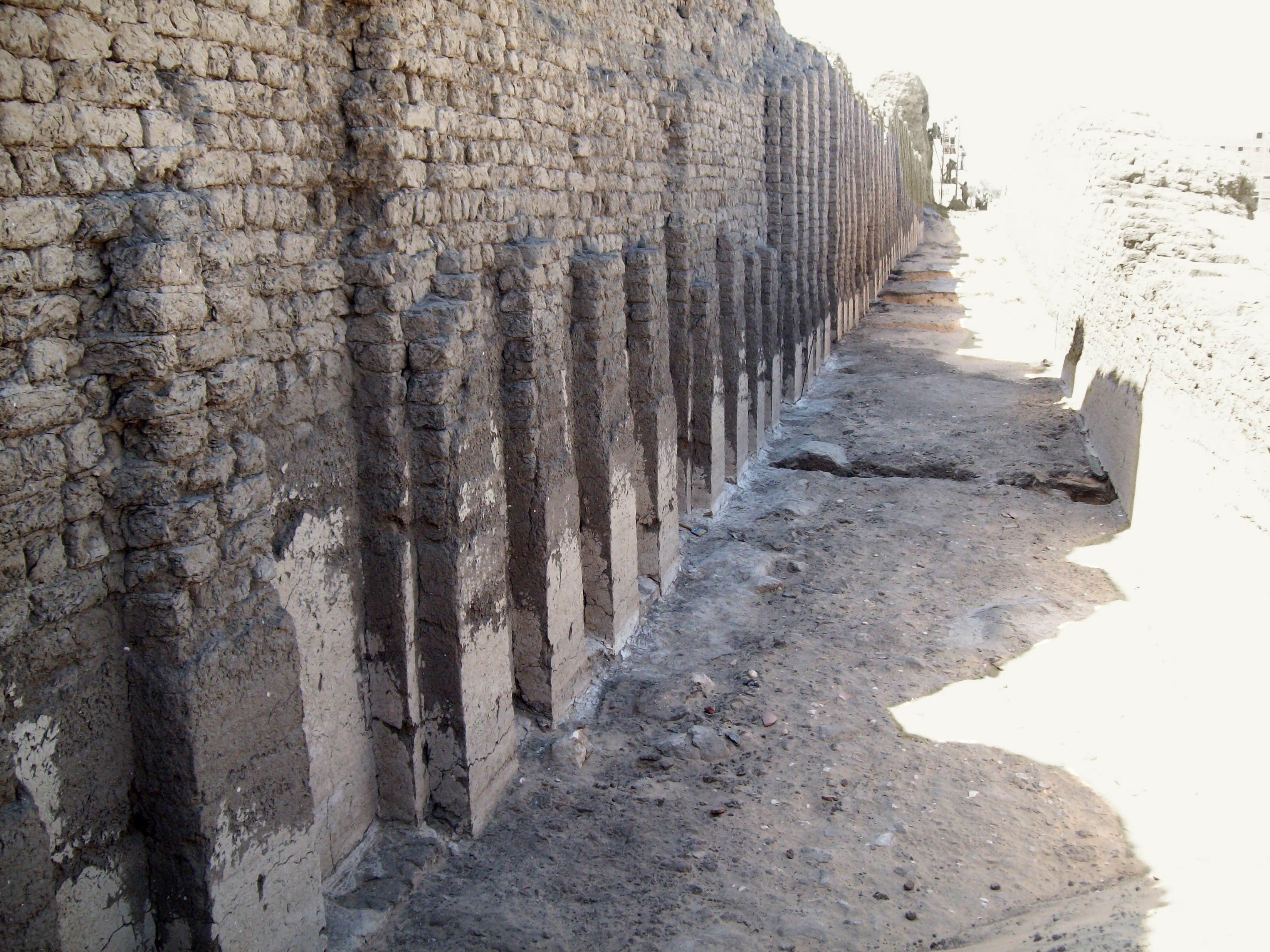
Nord-Mauern mit gut erhaltener Nischenfassade

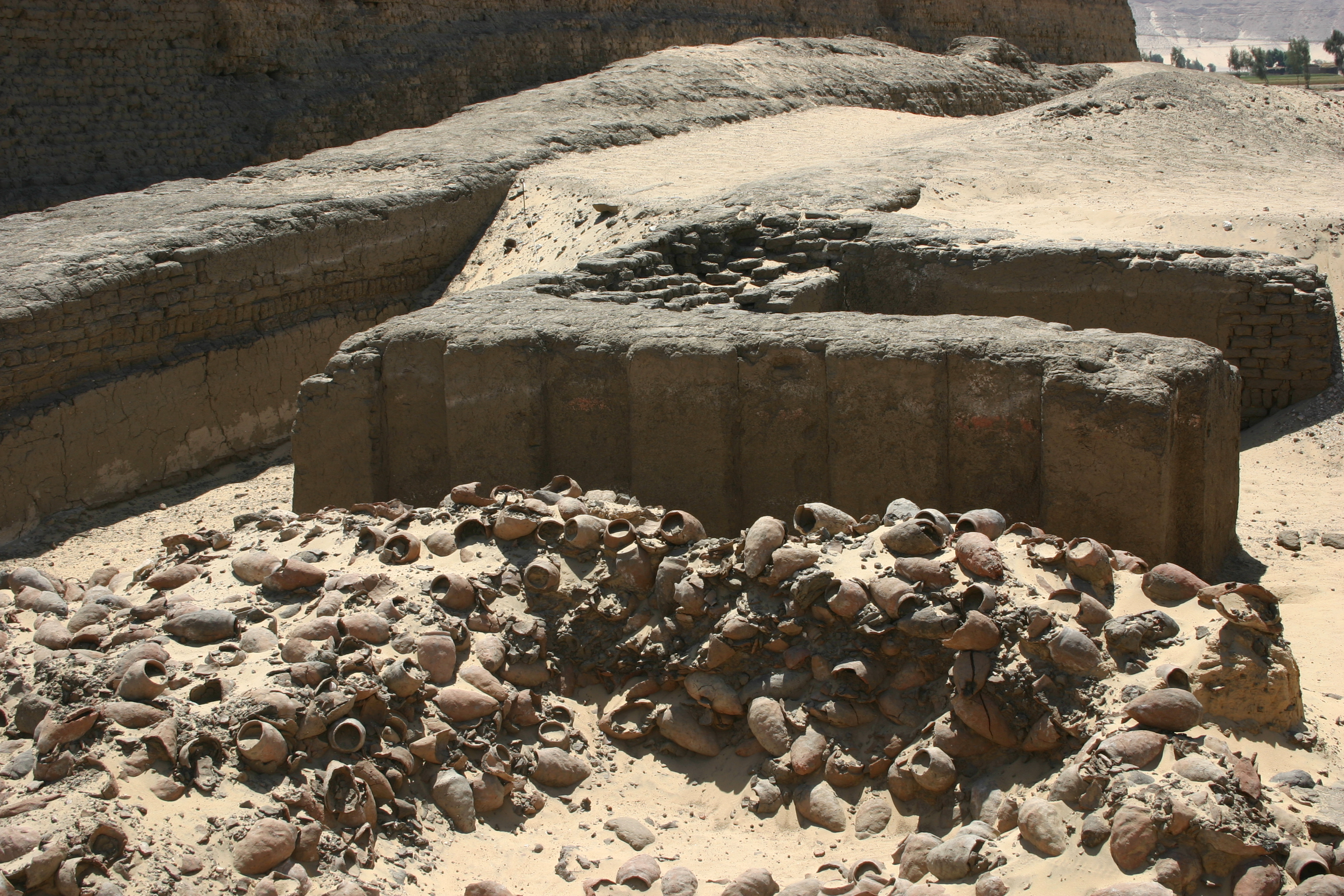
Einfriedung des Peribsen nahe der Nordmauer

Shunet El-Zebib (arabisch شونة الزبيب, DMG Šūnat az-Zabīb, wörtlich „Rosinenscheune“ oder „Rosinenlager“), alternativ auch kurz Shunet oder Shuneh genannt, ist der Name einer großen Lehmziegelstruktur bei Abydos im Süden Ägyptens. Sie wurde während der späten 2. Dynastie um etwa 2700 v. Chr. errichtet und geht mit ziemlicher Sicherheit auf König Chasechemui zurück.

## Architektur
Shunet El-Zebib wurde aus ungebrannten Lehmziegeln gebaut. Es besteht aus zwei massiven, rechteckig angelegten Einfriedungsmauern, die ineinander verschachtelt sind. Die Längsachse der Anlage ist von Nordost nach Südwest ausgerichtet. Die äußere Mauer misst 137 × 77 m, ist ca. 5,5 m dick und 12 m hoch. Die innere Einfriedung misst 123 × 56 m, ist ca. 2,6 m dick und 8 m hoch. Dazwischen liegt ein Abstand von ca. 1,4 und 3,3 m, was daran liegt, dass die innere Einfriedung leicht schräg versetzt angelegt wurde. Insgesamt nimmt die Anlage eine Fläche von ca. 10500 m² ein. Die Außenfassade der äußeren Mauer hat Nischen, die ursprünglich weiß verputzt waren und eine königliche Palastfassade imitieren. Die Anlage besitzt zwei größere Eingangsportale, eines nahe der östlichen Ecke, das andere nahe der nördlichen Ecke. Beide Portale bestanden dereinst aus wuchtigen Türrahmen aus rotem Granit. Woraus die Türflügel bestanden haben könnten, ist dagegen unbekannt. Das Nordtor hatte sogar eine Art Eingangshalle, die aus zwei Räumen bestand. Der Vorraum misst etwa 6,8 × 3,4 m, der Hauptraum etwa 7,8 × 3,4 m. Das Ostportal ist auffallend kleiner und es gibt Hinweise darauf, dass das Osttor später zugemauert wurde und nur eine sogenannte Scheintür war.
Der Innenbereich besteht aus einem großen, weiträumigen und heute komplett leerstehenden Hof; es ist unbekannt, ob sich dort wichtige Gebäude wie Tempel oder Schreine befanden. Im Jahr 1988 entdeckte der australische Ägyptologe David O’Connor eine quadratische, flache Erhebung aus feinem Kalkstein, die ursprünglich von vier treppenartigen Stufen aus Lehmziegeln gekrönt gewesen war. Die Stufenstruktur befindet sich genau in der Mitte des Hofs, ihr tatsächlicher Zweck lässt sich nicht mehr bestimmen. Das einzige Kultgebäude, das sicher archäologisch nachgewiesen werden konnte, ist eine Kapelle, beziehungsweise ein Kultschrein, nahe der Ostecke des Hofs. Die Ruinen bestehen ebenfalls aus ungebrannten Lehmziegeln.
Am inneren Südtor konnten Fundamente und Mauerreste eines Gebäudes nachgewiesen werden, dessen Architektur sich an der Innenseite der Südmauer entlang anschmiegte. Es handelte sich wahrscheinlich um das eigentliche Ka-Haus, es beherbergte mindestens vier Kammern. In den Ruinen wurden Krugverschlüsse aus Ton und Lehm entdeckt, darauf waren Siegelinschriften eingedrückt. Die Inschriften nennen die Serechnamen der Könige Peribsen, Sechemib, Chasechemui und Netjerichet sowie die Namen hoher Beamter und Priester aus der Zeit von König Djoser.
Nahe der Nordwest-Mauer wurden im Außenbereich 14 Bootsgruben entdeckt, die von der Mauer wegweisen, aber entlang des Mauerverlaufs aneinandergereiht wurden. Die Bootsgräber sind jeweils zwischen 20 und 30 m lang und aus Lehmziegeln errichtet, ihre Umrisse ahmen die Gestalt von Booten nach. Die darin rituell bestatteten eigentlichen Boote sind ca. 16 bis 18 m lang, etwa 3 m breit und zwischen 60 und 90 cm tief. Sie bestehen aus Tamariskenholz und ihre Planken wurden mit Zapfenverbindungen und feinen Palmfaserstricken zusammengehalten. Die Zwischenräume der Planken waren mit Baumharz und Schilf versiegelt, weiße und gelbe Pigmentreste an den Planken und Dübeln deuten darauf hin, dass die Boote ursprünglich bemalt waren. Möglicherweise waren sie sogar fahrtauglich. Halbkreisförmige Kuhlen entlang der Reling weisen die Boote als Ruderboote aus, Ruder wurden allerdings nicht gefunden. Es ist ungeklärt, ob die Bootsgräber wirklich zum Shunet gehören, oder nicht eher zu einer anonymen Einfriedung der 1. Dynastie ca. 60 m nordwestlich davon. Deren Besitzer wurde nicht identifiziert.

## Geschichte

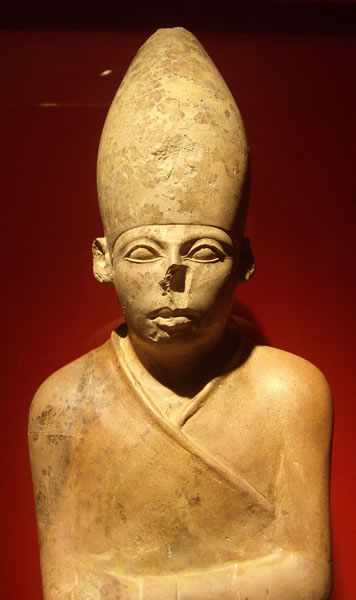
König Chasechemui (Sitzstatue aus Hierakonpolis)

Shunet El-Zebib wurde während der 2. Dynastie um ca. 2700 v. Chr. von König (Pharao) Chasechemui gegründet, er war nach gängiger Lehrmeinung der letzte Herrscher der 2. Dynastie. Das Shunet El-Zebib war ein sogenannter königlicher Talbezirk, ein Kultbezirk in Gestalt eines Modellnachbaus des königlichen Palastes nebst Andachtskapellen, Opferaltären und Statuenschreinen. Im Kultbezirk wurde des verstorbenen Königs gedacht und sein Name in Ehren gehalten. Die Alten Ägypter nannten solche Kultbezirke Hut-Ka, zu Deutsch „Ka-Haus“ oder „Haus des Ka“ (Haus der Seele). Das Ka-Haus stellt dabei die religiöse wie architektonische Vorgängerversion des späteren Taltempels dar. Wie für die frühdynastische Zeit üblich, besaß jeder frühdynastische Herrscher ein Mastabagrab und einen nahegelegenen Talbezirk (beides jedoch getrennt voneinander). Weil Chasechemui und einer seiner Vorgänger, nämlich König Peribsen, jeweils ein Mastabagrab und einen Talbezirk nahe Abydos besaßen, glauben einige Ägyptologen, dass Chasechemui vielleicht einer königlichen Blutlinie entsprang, die aus Abydos stammte und der sogenannten Thinis-Dynastie angehörte. Unklar ist jedoch, wie lange der Toten- und Andachtskult um Chasechemui anhielt und wie lange die Anlage in Betrieb war.
Während der dritten Zwischenzeit, speziell ab der 22. Dynastie und während der Spätzeit war Shunet El-Zebib als rituelle Begräbnisstätte für Tierbestattungen genutzt worden. An der Südecke werden noch heute zahlreiche Tonvasen mit den Gebeinen verschiedener Tiere ausgegraben. Besonders die Mumien von Ibissen, Gänsen und Schakalen sind erhalten. Während der Spätzeit florierte bei Abydos ein ausgeprägter Ibis-Kult.
Ausgrabungen nahe der Ostmauer haben die Überreste einer frühchristlichen Besiedlung freigelegt. Offenbar hatten Mönche der Spätantike um 400 n. Chr. eine kleine klösterliche Gemeinschaft im Shuneh eingerichtet. Mehrere Räume waren in die Ostmauer gegraben und verputzt worden, die Fußböden waren mit Kalkstein gepflastert. Die Wohnnischen hatten dem Mauerwerk schwer zugesetzt. Wie lange die Mönche in der Anlage gewohnt und gewirkt hatten, ist unbekannt.
Der Talbezirk des Chasechemui ist heute unter dem arabischen Namen Shunet El-Zebib, zu Deutsch „Rosinenscheune“, bekannt. Wie genau es zu dieser Bezeichnung kam, ist unklar. Bereits unter Napoleon Bonaparte um 1806 war die Anlage von den Ortsansässigen so genannt worden. Die zeitgenössischen Aufzeichnungen geben aber nicht her, warum die Einheimischen von einer „Rosinenscheune“ sprachen oder dass sie die Anlage je als solche genutzt hätten. Möglicherweise ist „Shunet El-Zebib“ eine moderne Verballhornung des älteren Namens Shunet pa-Hib, was übersetzt „Lager der Ibisse“ bedeutet. Dieser ältere Name ist sicherlich auf die zahlreichen Ibis-Mumien zurückzuführen, die nahe dem Südeingang gefunden wurden. Ebenso gab es schon unter Napoleon Spekulationen, wonach das Shunet El-Zebib, wie auch die Einfriedung des Peribsen, in späterer Zeit wegen der massiven Mauern als militärisches Fort genutzt worden sein könnte, was den Anlagen später den Spitznamen „Mittleres Fort“ einbrachte. Heute wird nur noch die Einfriedung des Peribsen so genannt, Letztere ist fast gänzlich zerstört. Die bisherige, archäologische Fundlage und die örtliche Nähe zum Friedhof von Abydos sprechen jedoch gegen eine militärische Nutzung des Shunet. Außerdem wäre ein Fort mit mehreren Eingängen nicht sonderlich angriffssicher gewesen.

## Archäologie

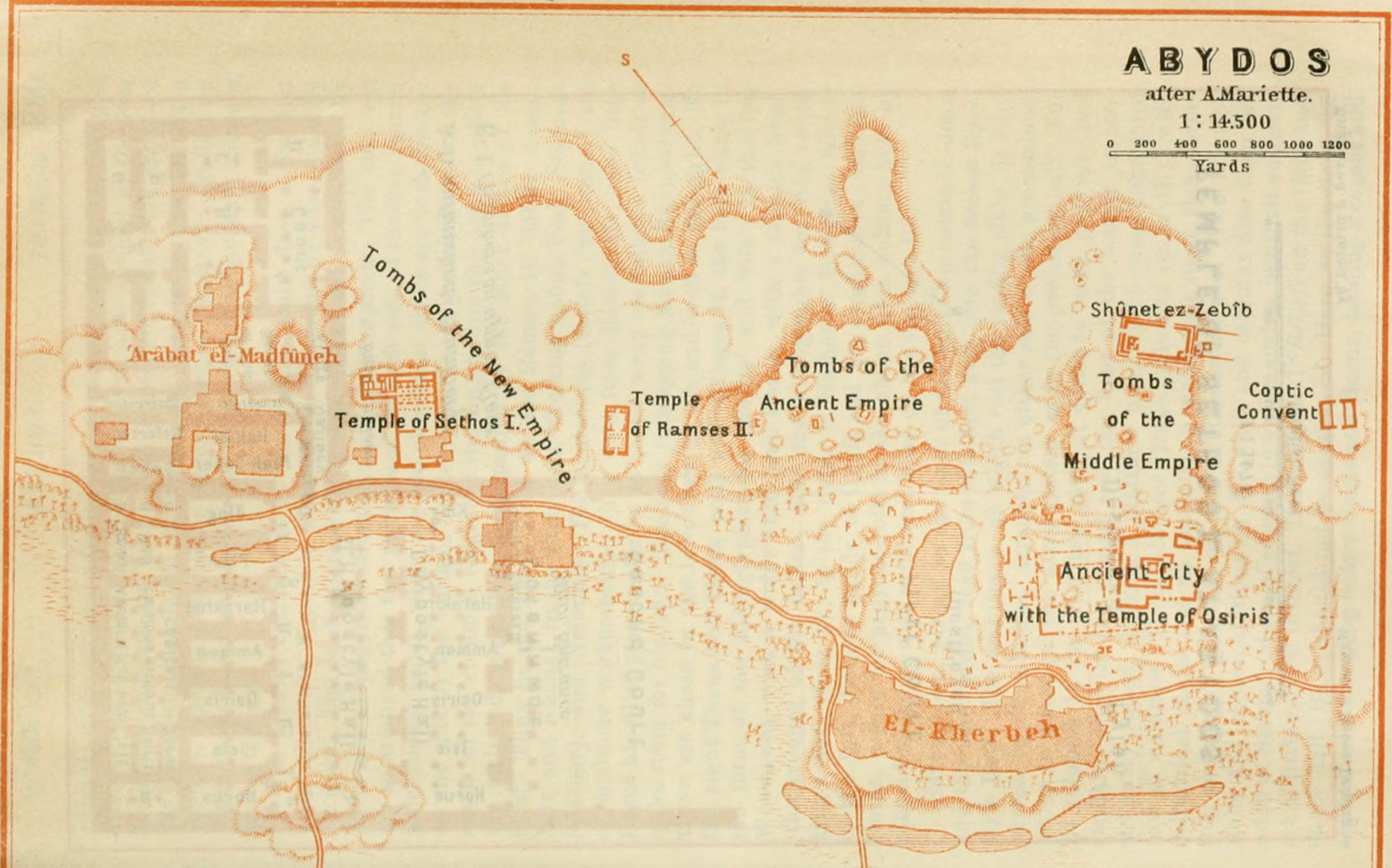
Historische Karte von Abydos aus dem Jahr 1914, das Shuneh ist in der rechten oberen Ecke eingezeichnet.

Das Shunet El-Zebib ist für Archäologen, Ägyptologen und Historiker, aber auch für Kunsthändler und Museen von großem Interesse. Erste Ausgrabungen erfolgten bereits 1834 durch den griechischen Kunstsammler Giovanni d’Athanasi, wobei sein Interesse allerdings nicht dem Erhalt des Shunet galt, sondern nur dem Auffinden und Verkauf von Kunstobjekten. Diverse Stelen aus unterschiedlichen Epochen, vornehmlich aber aus der Ersten Zwischenzeit und später, wurden zwischen 1837 und 1857 in kunstorientierten Auktionshäusern in London und Paris feil geboten. Die ersten archäologisch orientierten Ausgrabungen begannen um 1880 durch den französischen Ägyptologen François Auguste Ferdinand Mariette, die er gegen 1899 vorerst beendete und seinem Kollegen und Nachfolger Émile Amélineau überließ. Beider Forscher Arbeiten waren jedoch nur oberflächlich, zumal sie keine ausgebildeten und professionellen Archäologen waren, doch konnten ihre Funde von Tonsiegeln und Statuenfragmenten König Chasechemui als ursprünglichen Bauherrn identifizieren.
Modernere Ausgrabungen in den Jahren 1991 und 2002 durch David O’Connor konzentrierten sich auf den Kultschrein und den Stufenhügel im Zentrum der Anlage. Dabei wurden überraschend Spuren von Weihrauch-Rückständen in den Altarräumen der Kultkapelle entdeckt, was beweist, dass sie nach ihrer Fertigstellung aktiv genutzt worden war. Auch andere organische Materialien wurden gesichert, es hatte somit auch Opferungen gegeben. Ebenfalls überraschend war das Auffinden absichtlich zurückgelassener Werkzeuge nahe dem Stufenhügel, obwohl er offensichtlich fertiggestellt war. Das rituelle Bestatten von Werkzeugen nahe Kultstätten ist bereits seit der vordynastischen Zeit belegt.
Das New York University Institute of Fine Arts in New York City leitete und förderte mehrere Ausgrabungs-, Restaurierungs- und Erhaltungskampagnen zwischen 2002 und 2007, mit Schwerpunkt auf den Einfriedungsmauern. Sie sind stark beschädigt und an einigen Stellen akut einsturzgefährdet. Neben Witterung und Vernachlässigung nach Aufgabe rührt der meiste Schaden von der einheimischen Orientalischen Hornisse (Vespa orientalis) her. Deren Arbeiterinnen graben für den Bau von Nestern tiefe Gänge in die Wände und höhlen sie dadurch aus, wodurch die Ziegel auseinanderbrechen. Weiterer Schaden entsteht durch umherstreunende Afrikanische Goldwölfe (Canis lupaster). Sie studieren die Ausgräber aufmerksam, warten, bis sich die Arbeiter entfernt haben, und wühlen dann nach aufgescheuchten Mäusen und Eidechsen. Durch das Wühlen wird besonders das Fundament beschädigt. Unter der Leitung von Matthew Douglas Adams und David O’Connor konzentrieren sich die Restaurierungsarbeiten auf das Entfernen der Hornissennester und den Verschluss der Lücken und Löcher in den Wänden. Geschätzte 250.000 neue Lehmziegel wurden bereits hergestellt und verbaut, in der Zwischenzeit wurde das südliche Eingangsportal wiedererrichtet.
Aufgrund der markanten architektonischen wie gestalterischen Ähnlichkeit zwischen Shunet El-Zebib und dem Pyramidenkomplex des Königs Djoser (mutmaßlicher Gründer der 3. Dynastie) betrachten Archäologen und Ägyptologen das Shuneh mit dem Stufenhügel in der Hofmitte als direkten Vorläufer des Stufenpyramidenkomplexes.